# Championnat de Corée du Sud féminin de football
Le championnat de Corée du Sud de football féminin ou WK-League est une compétition de football féminin opposant les huit meilleurs clubs de Corée du Sud créée en 2009.

## Format
La WK-League est une ligue fermée, c'est-à-dire qu'elle ne présente pas de système de promotion et de relégation. Les huit clubs s'affrontent à quatre reprises, pour un total de vingt-huit journées de championnat. Les deux premiers à l'issue de cette saison régulière s'affrontent en une finale aller-retour décidant du vainqueur.

## Palmarès
| Saison | Champion                                | Finaliste                           |
| ------ | --------------------------------------- | ----------------------------------- |
| 2009   | Goyang Daekyo Noonnoppi Kangaroos       | Incheon Hyundai Steel Red Angels    |
| 2010   | Suwon Facilities Management Corporation | Incheon Hyundai Steel Red Angels    |
| 2011   | Goyang Daekyo Noonnoppi Kangaroos       | Incheon Hyundai Steel Red Angels    |
| 2012   | Goyang Daekyo Noonnoppi Kangaroos (3)   | Incheon Hyundai Steel Red Angels    |
| 2013   | Incheon Hyundai Steel Red Angels        | Seoul City Amazones                 |
| 2014   | Incheon Hyundai Steel Red Angels        | Goyang Daekyo Noonnoppi Kangaroos   |
| 2015   | Incheon Hyundai Steel Red Angels        | Icheon Daekyo                       |
| 2016   | Incheon Hyundai Steel Red Angels        | Icheon Daekyo                       |
| 2017   | Incheon Hyundai Steel Red Angels        | Hwacheon KSPO                       |
| 2018   | Incheon Hyundai Steel Red Angels        | Gyeongju KHNP                       |
| 2019   | Incheon Hyundai Steel Red Angels        | Suwon Urban Development Corporation |
| 2020   | Incheon Hyundai Steel Red Angels        | Gyeongju KHNP                       |
| 2021   | Incheon Hyundai Steel Red Angels        | Gyeongju KHNP                       |
| 2022   | Incheon Hyundai Steel Red Angels        | Gyeongju KHNP                       |
| 2023   | Incheon Hyundai Steel Red Angels (11)   | Suwon FC                            |
| 2024   | Suwon FC (2)                            | Hwacheon KSPO                       |